# Selección de fútbol de Yorkshire
La Selección de fútbol de Yorkshire es el equipo de fútbol que representa el condado inglés de Yorkshire. Está organizado por la Asociación Internacional de Fútbol de Yorkshire (conocida simplemente como YIFA), el organismo rector de los equipos de fútbol de Yorkshire.
Yorkshire no está afiliado ni a la FIFA ni a la UEFA y, por lo tanto, no puede participar en la Copa Mundial de Fútbol o en la Eurocopa, aunque, desde el 6 de enero de 2018, el equipo puede participar en las competencias de ConIFA. Desde junio de 2020 Yorkshire también es miembro de la World Unity Football Alliance. Los jugadores de Yorkshire son ciudadanos británicos completos que son elegibles para jugar en Inglaterra y otras naciones elegibles.
El equipo de Yorkshire no tiene un estadio local oficial, sino que elige jugar en lugares de todo el condado, aunque con una base flexible en el YNubuilds stadium, Fitzwilliam, cerca de Wakefield.

## Historia
A pesar de que Yorkshire tenía un equipo colegial representativo durante muchos años, no había ningún equipo formal representativo hasta 1924 cuando la West Riding Football Association formó un equipo de representante senior de Yorkshire como parte del jubileo de la Universidad de Leeds, con jugadores elegidos de Bradford Park Avenue, Bradford City, Huddersfield Town, Leeds United y Halifax Town.

## Partidos
| Fecha      | Estadio                    | Lugar               | Competición                | Selección de Yorkshire | Rival                | Resultado |
| ---------- | -------------------------- | ------------------- | -------------------------- | ---------------------- | -------------------- | --------- |
| 28-01-2018 | Yorkshire NuBuilds Stadium | Fitzwilliam         | Amistoso                   | Yorkshire              | Ellan Vannin         | 1-1       |
| 25-03-2018 | Yorkshire NuBuilds Stadium | Fitzwilliam         | Amistoso                   | Yorkshire              | Islas Chagos         | 6-0       |
| 15-04-2018 | Coles Park Stadium         | Londres             | Amistoso                   | Yorkshire              | Barawe               | 7-2       |
| 21-10-2018 | La Rue des Vignes          | Saint Peter, Jersey | Amistoso                   | Yorkshire              | Parroquias de Jersey | 1-2       |
| 18-11-2018 | Ingfield Stadium           | Ossett              | Amistoso                   | Yorkshire              | Panjab               | 5-4       |
| 4-5-2019   | Sheerien Park              | Athersley           | Amistoso                   | Yorkshire              | Somalilandia         | 6-2       |
| 1-6-2019   | Ingfield Stadium           | Ossett              | Atlantic Heritage Cup 2019 | Yorkshire              | Parroquias de Jersey | 1-0       |
| 10-10-2019 | Ingfield Stadium           | Ossett              | Amistoso                   | Yorkshire              | Tamil Eelam          | 1-2       |
| 2019       | ??                         | ??                  | Atlantic Heritage Cup 2019 | Yorkshire              | Islas Chagos         | -         |
| 29-5-2021  | Church Road                | Whyteleafe          | Southern Frontier Cup 2021 | Yorkshire              | TBD                  | -         |
| 30-5-2021  | Church Road                | Whyteleafe          | Southern Frontier Cup 2021 | Yorkshire              | TBD                  | -         |
| 17-10-2021 | Ingfield Stadium           | Osset               | Amistoso                   | Yorkshire              | Cachemira            | 8-1       |
| 22-5-2022  | Meadowbank Stadium         | Dorking             | Amistoso                   | Yorkshire              | Islas Chagos         | 2-2       |

## Desempeño contra otras selecciones
| Oponente             | PJ | PG | PE | PP | GF | GC |
| -------------------- | -- | -- | -- | -- | -- | -- |
| Barawa               | 1  | 1  | 0  | 0  | 7  | 2  |
| Islas Chagos         | 2  | 1  | 1  | 0  | 8  | 2  |
| Ellan Vannin         | 1  | 0  | 1  | 0  | 1  | 1  |
| Parroquias de Jersey | 2  | 1  | 0  | 1  | 2  | 2  |
| Panjab               | 1  | 1  | 0  | 0  | 5  | 4  |
| Somalilandia         | 1  | 1  | 0  | 0  | 6  | 2  |
| Tamil Eelam          | 1  | 0  | 0  | 1  | 1  | 2  |

## Uniformes
El color del uniforme tradicional de Yorkshire es azul, y proporcionado por la empresa de ropa  Yorkshire Godzown Sports.

## Logo
El logo de la selección de fútbol de Yorkshire presenta una estilizada Rosa Blanca de York en un escudo azul, inspirado en la bandera de Yorkshire.